# 大烏蘭河
大烏蘭河是俄羅斯的河流，由奧倫堡州負責管轄，屬於薩馬拉河的右支流，河道全長155公里，流域面積2,200平方公里，發源自奧布希高地，河水主要來自融雪。